# Por ella soy Eva
Por Ella Soy Eva (no Brasil: Por Ela Sou Eva) é uma telenovela mexicana produzida por Rosy Ocampo para a Televisa e exibida pelo Las Estrellas entre 20 de fevereiro e 7 de outubro de 2012, substituindo Una familia con suerte e sendo substituída por Porque el amor manda.
É um remake da novela colombiana En los Tacones de Eva, produzida pela RCN em 2006.
A novela é protagonizada por Jaime Camil e Lucero, com atuações de destaque de Patricia Navidad, Jesús Ochoa, Tiaré Scanda, Carlos de la Mota e Ferdinando Valencia. Conta também com a participação dos primeiros atores Helena Rojo, Carlos Bracho, Leticia Perdigón e Manuel Ojeda, e é antagonizada por Mariana Seoane, Marcelo Córdoba e Luis Manuel Ávila.

## Sinopse
João Carlos Caballero (Jaime Camil), um sedutor que utiliza as mulheres e não acredita no amor, é um proeminente executivo do Grupo Império, uma destacada empresa dedicada às atividades e negócios turísticos.
Utilizando seus famosos dotes como conquistador, finge ser um empresário argentino e tenta roubar de Helena Moreno (Lucero) - uma empreendedora mãe solteira - seu projeto inovador de um desenvolvimento turístico para uma praia mexicana, mas contra tudo o que planejou, ao conviver com ela acaba se apaixonando pela primeira vez.
Quando pensa em revelar a verdade, é descoberto por ela, e ao mesmo tempo é acusado injustamente de uma enorme fraude que na verdade foi cometida pelo vice-presidente financeiro da empresa em que trabalha, o perverso Plutarco Ramos-Arrieta (Marcelo Córdoba), que além disso é quem de verdade roubou o importante projeto de Helena e agora, junto com a Comissão de Turismo, a acusa de plágio.
Perseguido pela policia, João Carlos foge e acaba sofrendo um acidente, fazendo com que todos achem que ele está morto. Enquanto isso no Grupo Império, Plutarco decide contratar Helena para que seja ela mesma quem dirija o projeto; a jovem desempregada e com uma acusação em cima se vê forçada a aceitar o posto para demostrar que foi vítima de um engano.
É então quando João Carlos, que está escondido, encontra a oportunidade de voltar para reivindicar seu nome ante todos e recuperar o amor de Helena.
Como estar perto de Helena sem que ela saiba e como investigar quem o incriminou injustamente na enorme fraude? João Carlos faz um esforço e decide, por amor a Helena, se caracterizar de Eva, com a ajuda de Mimí de la Rose (Patricia Navidad), uma maquiadora dona da pensão na qual ele está escondido. Dessa maneira, aprenderá uma lição que mudará sua visão da vida e sua percepção das mulheres para se tornar em um homem íntegro e poder, finalmente, se entregar ao verdadeiro amor.

## Elenco
| Ator                           | Personagem                                                                       |
| ------------------------------ | -------------------------------------------------------------------------------- |
| Jaime Camil                    | João Carlos Caballero Mistral / Eva Maria León Jaramillo de Zuluaga / João Perón |
| Lucero                         | Helena Moreno Romero / Helena Moreno Romero de Caballero                         |
| Marcelo Córdoba                | Plutarco Ramos-Arrieta                                                           |
| Helena Rojo                    | Eugênia Mistral de Caballero                                                     |
| Patricia Navidad               | Mimí de la Rosa "De la Rose" / Emetéria Jaramillo                                |
| Mariana Seoane                 | Rebeca Oropeza Peres                                                             |
| Jesús Ochoa                    | Adriano Reis Mendieta                                                            |
| Leticia Perdigón               | Sílvia Romero Ruiz de Moreno / Sílvia Romero Ruiz                                |
| Manuel Ojeda                   | Eduardo Moreno Landeros                                                          |
| Carlos Bracho                  | Modesto Caballero                                                                |
| Pablo Valentín                 | Fernando "Nando" Contreras                                                       |
| Carlos de la Mota              | Santiago "Santi" Escudero Real                                                   |
| Tiaré Scanda                   | Marcela Noriega de Contreras                                                     |
| Ferdinando Valencia            | Luis Renato Camargo / Luis Renato Caballero Camargo                              |
| Dalilah Polanco                | Lúcia Zárate                                                                     |
| Christina Pastor               | Antônia "Tônia" Reis Mendieta de Ramos-Arrieta                                   |
| Ilse Zamarripa                 | Cláudia Camargo / Cláudia Caballero Camargo                                      |
| Luis Manuel Ávila              | Onésimo Garcia Torres                                                            |
| Niko Caballero                 | Eduardo "Dado, Dadinho" Moreno Romero                                            |
| Manuela Imaz                   | Patrícia "Paty" Lorca Beristáin                                                  |
| Fabiola Guajardo               | Paola Legarreta                                                                  |
| Gabriela Zamora                | Angélica Ortega Peres / Angélica Ortega Peres de Escudero                        |
| Roberto Ballesteros            | Dr. Raul Mendonça                                                                |
| Geraldine Galván               | Jennifer Marina do Rosário "Jenny" Contreras Noriega                             |
| Daniel Díaz de León            | Kevin José Alfredo Contreras Noriega                                             |
| Priscila Avellaneda            | Verônica "Verô"                                                                  |
| Ivonne Garza                   | Cindy                                                                            |
| Marisol Castillo               | Jaqueline                                                                        |
| Otto Sirgo                     | Jesus Legarreta                                                                  |
| Enrique Montaño                | Daniel Merino                                                                    |
| Martha Julia                   | Samantha Antoniano                                                               |
| Eduardo Santamarina            | Diego Fonticoda                                                                  |
| Luis Bayardo                   | Dr. Pedro Jiménez                                                                |
| Arturo Carmona                 | Mário Lizárraga                                                                  |
| María Isabel Benet             | Carmen Camargo                                                                   |
| Susana Zabaleta                | A verdadeira Eva Maria León Jaramillo de Zuluaga / Jandira Rivers                |
| Juan Sahagún                   | Severiano "Sevi" Lorca                                                           |
| Polly                          | Patrícia "Paty" Beristáin de Lorca (mãe)                                         |
| Paloma Arredondo               | Lídia                                                                            |
| Latin Lover                    | Maximiliano Montes / Gino                                                        |
| Julio Bracho                   | Dagoberto Preciado                                                               |
| Rebeca Manríquez               | Diretora do Instituto Inglês                                                     |
| Adrián Uribe                   | Júlio "Julinho" Chaves                                                           |
| José María Negri               | Dr. Belmiro                                                                      |
| Pietro Vannucci                | Sebastião                                                                        |
| Roger Cudney                   | Mr. Keaton                                                                       |
| Chao                           | Inácio "Nacho" Bittencourt                                                       |
| Roberto Uscanga                | Roberto                                                                          |
| Francisco Avendaño             | Médico                                                                           |
| Mario Discua                   | Dr. Guizar                                                                       |
| Arsenio Campos                 | Sr. Escudero                                                                     |
| Polo Morín                     | Primeiro namorado de Jennifer                                                    |
| Héctor Ortega                  | Richard Fairbanks                                                                |
| Guadalupe Bolaños              | Nelly Santoscoy                                                                  |
| Juan Ángel Esparza             | Rodrigo Valenzuela                                                               |
| Diego Soldano                  | Gabriel Ospina                                                                   |
| Laura Carmine                  | Camila                                                                           |
| Diana Golden                   | Assistente de Diego Fonticoda                                                    |
| Nuria Bages                    | Atriz                                                                            |
| Benjamín Islas                 | Advogado                                                                         |
| Luis Gatica                    | Gustavo                                                                          |
| Salvador Sánchez               | Wen Miau "O Chino"                                                               |
| Isabel "La Tarabilla" Martínez | "Pé de Cabra"                                                                    |
| Miguel Ángel Fuentes           | O Manotas                                                                        |
| Arturo Lorca                   | Delegado                                                                         |
| Diego de Erice                 | Ator                                                                             |
| Alfredo Alfonso                | Dr. Arroyo                                                                       |
| Gustavo Negrete                | Dr. Efraim Soares                                                                |
| Yatzil Rubio                   | Instrumentista                                                                   |
| Jean Safont                    | Joalheiro                                                                        |
| Eduardo Carabajal              | Jogador de bilhar                                                                |
| Marina Marín                   | Empregada                                                                        |
| Alessandra Rosaldo             | Amante de João Carlos                                                            |
| Carla Cardona                  | Amante de João Carlos                                                            |
| Lourdes Munguía                | Amante de João Carlos                                                            |
| Cynthia Klitbo                 | Amante de João Carlos                                                            |
| Andrea Torre                   | Amante de João Carlos                                                            |
| Vanessa Mateo                  | Mulher no bar                                                                    |
| Clarice Caldas                 | Instrumentista                                                                   |
| Mariana Morones                | Mulher demitida do Grupo Império                                                 |
| Tere Salinas                   | Mulher demitida do Grupo Império                                                 |
| Jeanette Snyder                | Mulher demitida do Grupo Império                                                 |
| María Dolores Oliva            | Mulher demitida do Grupo Império                                                 |
| Joaquín Bondoni                | Menino que briga com Dadinho                                                     |
| Yozvan Santos                  | Garçom                                                                           |
| Andrea Legarreta               | Ela mesma                                                                        |
| Maxine Woodside                | Ela mesma                                                                        |
| Mía Legarreta                  | Ela mesma                                                                        |
| Nina Legarreta                 | Ela mesma                                                                        |
| Óscar Cruz                     | Ele mesmo                                                                        |

## Exibição

### No México
Reprises
Foi reprisada pelo TLNovelas entre 2016 e 2017.
Foi reprisada pela primeira vez no Las Estrellas entre 27 de agosto a 21 de dezembro de 2018, em 85 capítulos, inaugurando um novo horário de reprises às 14h30. Foi substituída por Navidad sin fin. O horário até então era ocupado pelo noticiário Las Noticias con Karla Iberia Sánchez, que acabou sendo transferido para o NU9VE em 2018. A medida deixou o Las Estrellas sem um noticiário a tarde pela primeira vez em décadas.
Foi reprisada pela segunda vez no Las Estrellas entre 27 de fevereiro e 15 de outubro de 2024, substituindo as reprises do programa 100 Mexicanos Dijeron e sendo substituída pelo seriado El Chavo del Ocho. Essa reprise reativou o horário das 13h30, que havia sido desativado com o fim de Un refugio para el amor em 2019, mas logo após seu término, foi desativada novamente.
No Brasil
Foi exibida no Brasil pelo SBT, de 2 de dezembro de 2013 a 30 de maio de 2014, em 126 capítulos, sucedendo Cuidado com o Anjo, e antecedendo Meu Pecado.

## Audiência

### No México
O primeiro capítulo teve média de 28,6 pontos, considerado excelente para o horário. Sua menor audiência é de 16 pontos, alcançada em 6 de abril de 2012, o feriado de Sexta-feira Santa. Bateu recorde de audiência no último capítulo, quando alcançou 31 pontos de média. A trama fechou com média de 24 pontos, considerado uma grande sucesso e uma das novelas de comédia com melhor audiência no horário.

### No Brasil
Em sua estreia no Brasil pelo SBT, registrou 5.6 pontos com pico de 7, sendo impulsada pelo penúltimo capitulo de sua antecessora Cuidado com o Anjo.
Ao longo do tempo, foi caindo na audiência, e chegou a 2 pontos na terceira semana. Durante sua exibição, manteve resultados de 3 a 5 pontos, deixando o SBT muitas vezes na terceira colocação na Grande São Paulo. Em sua reta final, obteve resultados melhores, de 5 e 6 pontos e a vice-liderança.
Sua maior audiência foi de 6.0 pontos com picos de 8, no penúltimo capítulo, exibido em 29 de maio de 2014. O último capítulo teve média de 5.2 pontos, com picos de 6, porém ficou em terceiro lugar.
A trama obteve média geral de 4 pontos, considerado um índice baixo comparado a sua antecessora, que teve 6 pontos. Graças a isso, teve seu fim em 30 de maio de 2014, se encerrando juntamente com a reprise de Abraça-me Muito Forte, que também alcançou a mesma média negativa, com 126 capítulos, cerca de 40 capítulos menos que o estimado.
A Lucero gravou uma versão brasileira de «No Me Dejes Ir» (Não Me Deixe Ir) para divulgação na exibição da telenovela. A música seria lançada para compra digital somente em 2015, com o lançamento do EP «Dona Desse Amor».

## Outras versões
- En los tacones de Eva, telenovela colombiana produzida pela RCN Televisión em 2006 e protagonizada por Mónica Lopera e Jorge Enrique Abello como Eva, e antagonizada por Alejandra Azcárate e Patrick Delmas.

## Trilha sonora
| N.º | Título                                           | Compositor(es)                             | Duração |  |
| 1.  | "Por Ella… Soy Eva"                              | Ettore Grenci, Monica Velez                | 3:29    |  |
| 2.  | "Ahora Lo Entiendo"                              | Leonel García                              | 3:55    |  |
| 3.  | "A Contracielo (part. esp. Damiana Conde)"       | Ettore Grenci, Monica Velez                | 4:00    |  |
| 4.  | "El Sexo Débil"                                  | Ettore Grenci, Monica Velez                | 3:28    |  |
| 5.  | "Hoy"                                            | Leonel García, Noel Schajris               | 3:27    |  |
| 6.  | "Llorando Por Dentro"                            | Arturo Castro Muñoz                        | 2:56    |  |
| 7.  | "Sólo Tú, Sólo Yo (part. esp. Bianca Marroquín)" | Michkin Boyzo, Julio Ramirez               | 3:15    |  |
| 8.  | "Siente"                                         | Yoel Henríquez, Julio Ramirez              | 3:33    |  |
| 9.  | "Déjame Ir"                                      | Ettore Grenci, Jesus Navarro, Monica Velez | 4:11    |  |
| 10. | "Ten Cuidado"                                    | Leonel García                              | 3:50    |  |
| 11. | "Tú"                                             | Jesus Navarro                              | 3:45    |  |

## Prêmios e indicações
| Ano  | Premiação                        | Categoria                    | Indicado                                            | Resultado |
| ---- | -------------------------------- | ---------------------------- | --------------------------------------------------- | --------- |
| 2012 | Prêmio People en Español         | Melhor Novela                | Rosy Ocampo                                         | Indicado  |
| 2012 | Prêmio People en Español         | Melhor Atriz                 | Lucero                                              | Venceu    |
| 2012 | Prêmio People en Español         | Melhor Ator                  | Jaime Camil                                         | Indicado  |
| 2012 | Prêmio People en Español         | Melhor Atriz Coadjuvante     | Patricia Navidad                                    | Indicado  |
| 2012 | Prêmio People en Español         | Melhor Ator Coadjuvante      | Carlos de la Mota                                   | Venceu    |
| 2012 | Prêmio People en Español         | Melhor Ator Antagônico       | Marcelo Córdoba                                     | Indicado  |
| 2012 | Prêmio People en Español         | Melhor Atriz Antagônica      | Mariana Seoane                                      | Indicado  |
| 2012 | Prêmio People en Español         | Casal do Ano                 | Lucero e Jaime Camil                                | Indicado  |
| 2012 | Kids' Choice Awards México       | Ator Favorito                | Jaime Camil                                         | Indicado  |
| 2013 | Prêmio TVyNovelas                | Melhor Novela                | Rosy Ocampo                                         | Venceu    |
| 2013 | Prêmio TVyNovelas                | Melhor Atriz                 | Lucero                                              | Indicado  |
| 2013 | Prêmio TVyNovelas                | Melhor Ator                  | Jaime Camil                                         | Indicado  |
| 2013 | Prêmio TVyNovelas                | Melhor Atriz Antagonista     | Mariana Seoane                                      | Indicado  |
| 2013 | Prêmio TVyNovelas                | Melhor Ator Antagonista      | Marcelo Córdoba                                     | Venceu    |
| 2013 | Prêmio TVyNovelas                | Melhor Ator Juvenil          | Ferdinando Valencia                                 | Venceu    |
| 2013 | Prêmio TVyNovelas                | Melhor Atriz Co-Estrelar     | Patricia Navidad                                    | Venceu    |
| 2013 | Prêmio TVyNovelas                | Melhor Ator Co-Estrelar      | Jesús Ochoa                                         | Venceu    |
| 2013 | Prêmio TVyNovelas                | Melhor Primeira Atriz        | Helena Rojo                                         | Indicado  |
| 2013 | Prêmio TVyNovelas                | Melhor Primeiro Ator         | Manuel Ojeda                                        | Indicado  |
| 2013 | Prêmio TVyNovelas                | Melhor Atriz Coadjuvante     | Tiaré Scanda                                        | Indicado  |
| 2013 | Prêmio TVyNovelas                | Melhor Ator Coadjuvante      | Pablo Valentín                                      | Indicado  |
| 2013 | Prêmio TVyNovelas                | Melhor Historia ou Adaptação | Pedro Rodríguez, Alejandra Romero e Humberto Robles | Indicado  |
| 2013 | Prêmio TVyNovelas                | Melhor Direção de Câmera     | Benjamín Cann e Rodrigo Zaunbos                     | Venceu    |
| 2013 | Prêmio los favoritos del Público | Novela Favorita              | Rosy Ocampo                                         | Indicado  |
| 2013 | Prêmio los favoritos del Público | Casal Favorito               | Lucero e Jaime Camil                                | Indicado  |
| 2013 | Prêmio los favoritos del Público | A Mais Linda                 | Lucero                                              | Indicado  |
| 2013 | Prêmio los favoritos del Público | O Mais Lindo                 | Ferdinando Valencia                                 | Indicado  |
| 2013 | Prêmio los favoritos del Público | Cena Favorita                | Helena dá um tapa em João.                          | Indicado  |
| 2013 | Prêmio los favoritos del Público | Beijo Favorito               | Lucero e Jaime Camil                                | Indicado  |
| 2013 | Prêmio los favoritos del Público | Final Favorito               | Rosy Ocampo                                         | Venceu    |
| 2013 | Premios Juventud                 | Está Bueníssimo!             | Jaime Camil                                         | Indicado  |
| 2013 | Premios Juventud                 | Chica que me quita el sueño  | Lucero                                              | Indicado  |